# Greville Howard, Baron Howard of Rising
Greville Patrick Charles Howard, Baron Howard of Rising (* 22. April 1941) ist ein britischer konservativer Politiker und Life Peer.

## Leben
Er stammt aus der einflussreichen Familie Howard. Er ist Sohn von Lieutenant-Colonel Henry Redvers Greville Howard und Patience. Er ging auf das Eton College. Von 1968 bis 1970 war er Privatsekretär von Enoch Powell. Später war er Direktor von Keep Trust, Fortress Trust und ab 1993 von Fortress Holdings. 
Am 4. Juni 2004 wurde er als Baron Howard of Rising, of Castle Rising in the County of Norfolk, zum Life Peer erhoben.
Er ist Nachkomme von William d’Aubigny, 1. Earl of Arundel dem Erbauer von Castle Rising Castle und er ist Besitzer der Überreste des Castles.
Ab 2003 war er Ratsherr im King's Lynn and West Norfolk Council.
Lord Howard war dreimal verheiratet. Zunächst heiratete er 1968 Zoe Walker, Tochter von Douglas Walker. Nachdem er 1972 geschieden wurde, heiratete er 1978 Mary Rose Chichester, die Tochter von Sir John Chichester, 11. Baronet. Nach ihrem Tod heiratete er im folgenden Jahr Mary Cortland Culverwell. Er hat zwei Söhne und eine Tochter von seiner dritten Frau.